# Il lago dei sogni
Il lago dei sogni (The Dust Factory) è un film fantasy del 2004 di Eric Small.

## Trama
Ryan Flynn, un giovane ragazzo che non ha più parlato dopo la morte del padre, si ritrova in un mondo fantastico dove ricomincia ad usare la propria voce grazie all'incontro con il nonno Randolph e la bella Melanie Lewis, un'adolescente ricca di consigli e capace di supportarlo affettivamente.